# Harumi Fūki
Harumi Fūki (富貴 晴美, Fūki Harumi) (née le 4 juin 1985) est une compositrice et pianiste japonaise.

## Biographie
Harumi Fūki naît le 4 juin 1985 au Japon, dans la préfecture d'Osaka. Elle a fait ses études à l'Université de musique de Kunitachi.

## Œuvres

### Musiques de films
- 2008 : Yomei
- 2010 : Kyoto uzumasa monogatari
- 2011 : Waga haha no ki
- 2013 : Hajimari no michi
- 2015 : Miss Hokusai
- 2015 : The Emperor in August
- 2017 : Sekigahara
- 2017 : Uso wo aisuru onna
- 2017 : Kyô no Kira kun
- 2017 : Zou o naderu
- 2018 : Kensatsu gawa no zainin
- 2018 : Uso happyaku
- 2018 : Taberu Onna
- 2019 : Wonderland : Le Royaume sans pluie
- 2020 : We Make Antiques 2
- 2020 : Digimon Adventure: Last Evolution Kizuna
- 2020 : Hoteru royaru
- 2020 : Dai tsunahiki no koi (大綱引の恋?) de Kiyoshi Sasabe
- 2021 : Le Roi cerf
- 2021 : Soshite, baton wa watasareta
- 2021 : I Don't Have Any Money Left in My Retirement Account
- 2022 : Le Château solitaire dans le miroir

### Musiques de séries télévisées
- 2012 : Single Mothers (mini-série)
- 2013 : Momeru kado niwa fuku kitaru (1 épisode de mini-série)
- 2013 : Asu no hikari wo tsukame (1 épisode)
- 2014 : Yoru no sensei (mini-série)
- 2014-2015 : Massan
- 2015 : Hanayome noren
- 2016 : Gu.Ra.Me! - Sôri no Ryôriban
- 2016 : Arashi no namida: Watashitachi ni ashita wa aru
- 2017 : Okaasan, Musume wo yamete ii desuka ?
- 2017-2019 : Sakura no Oyakodon (mini-série)
- 2018-2019 : Tsurune: Kazemai koukou kyuudoubu
- 2018 : Segodon (supervision musicale)
- 2018- : Piano no mori (directrice musicale d'un épisode)
- 2020 : Sirens No Zange
- 2021 : My Love Mix-Up!
- 2022 : Shinmai renkinjutsushi no tenpo keiei

### Musiques de téléfilms
- 2013 : Tsuki ni inoru piero
- 2015 : Mittsu no Tsuki

## Récompenses
Harumi Fuki figure à plusieurs reprises parmi les finalistes du prix de la Meilleure bande originale de l'Académie japonaise : en 2013 pour Waga haha no ki, en 2016 pour Nihon no ichiban nagai hi ketteiban et en 2018 pour la bande originale de Sekigahara.